# Baroreceptorreflex
De baroreceptorreflex of baroreflex is het primaire homeostatische regelsysteem van het lichaam dat zorgt voor de instandhouding van de bloeddruk in het lichaam. Dit gebeurt door middel van de baroreceptoren: speciale rek-gevoelige zintuigen die zich onder andere bevinden aan weerszijden aan de binnenzijde van de halsslagaders (arteriae carotides) en in de aortaboog.
Deze reflex werkt zeer snel en komt in actie bij plotselinge drukveranderingen. Als iemand plotseling opstaat vanuit liggende houding, dan wordt het bloed door de zwaartekracht in de richting van de benen getrokken en zou de doorbloeding van de hersenen acuut in gevaar kunnen komen, waardoor men het bewustzijn zou verliezen. Ook als iemand een bloeding heeft waardoor de druk in het vaatstelsel vermindert, is deze snelle reflex essentieel. Het duurt bij een gezonde mens ongeveer twee hartslagen alvorens een dergelijke reactie uitgevoerd is.
De baroreceptorreflex reguleert alleen plotselinge drukveranderingen; niet de gemiddelde ('basale') bloeddruk over de langere termijn. Dat komt doordat de baroreceptorreflex een snelle gewenning kent en na enige tijd uitgeblust raakt. De bloeddrukregulatie op de langere termijn wordt endocrien gereguleerd via het renine-angiotensine-aldosteronsysteem (RAAS).

## Werking
Als de bloeddruk in het lichaam stijgt of daalt, zal de membraan van de baroreceptor dit registreren en via het autonome zenuwstelsel doorgeven aan het homeostatische regelcentrum dat zich bevindt in het verlengde merg (medulla oblongata). Signalen vanaf de baroreceptoren in de halsslagaders verlopen via de 9e hersenzenuw (nervus glossopharyngicus); die vanaf de aortaboog via de 10e hersenzenuw (nervus vagus).
Het homeostatische regelcentrum verwerkt de informatie en veroorzaakt indien nodig een terugkoppelreactie, door het verwijden en vernauwen van bloedvaten en het beïnvloeden van de hartslag.

## Verminderde werking van de reflex
De werking van de baroreceptorreflex is minder effectief als er zich in de binnenwand van de slagaders arteriosclerose bevindt. De receptoren reageren immers op uitrekking, en een vaatwand die verhard is door verkalking kan nauwelijks meer uitzetten, zodat de receptoren geen signalen ontvangen. Daardoor hebben mensen met arteriosclerose vaak last van orthostase: als ze plotseling opstaan wordt het hun zwart voor de ogen.
De reflex kan ook door medicijngebruik negatief worden beïnvloed. De bekendste groep medicijnen met deze bijwerking zijn de bètablokkers: deze bloeddrukverlagende middelen doen hun werking door de gevoeligheid van hart en bloedvaten voor bloeddrukverhogende prikkels te verminderen. Het logische gevolg is dat deze prikkels ook minder effect hebben als ze wél nodig zijn.